# ハーリー・レイス
ハーリー・レイス（Harley Leland Race、1943年4月11日 - 2019年8月1日）は、アメリカ合衆国のプロレスラー。ミズーリ州クイットマン出身。
"ハンサム" ハーリー・レイス（"Handsome" Harley Race）と名乗っていたことから、日本では「美獣」なる異名を付けられ、通算8回（実質7回）に渡ってNWA世界ヘビー級王座を獲得した実績から「ミスター・プロレス」とも呼ばれた。
ストリートファイトの強さでも一目置かれ、リック・フレアーは自著においてレイスを、マッドドッグ・バション、ワフー・マクダニエル、ブラックジャック・マリガン、ディック・スレーターらと共にプロレス界で最強クラスだったと記している。ビル・ロビンソンからも「デンジャラスな性格のストリートファイター」などと評された。

## 来歴
子供の頃からプロレスラーを志し、ポーランドの伝説的レスラーだったスタニスラウス・ズビスコと彼の弟ウラデック・ズビスコのコーチを受けて、サーカスなどに出場するカーニバル・レスラーとして15歳でデビュー。腕自慢の素人など、観客から挑戦者を募って勝負するカーニバル・レスリングにおいてシュートの実戦経験を積んだ後、ミズーリ州セントジョセフのプロモーターだったグスト・カラスの仲介で1960年より通常のプロレス界に進出。1960年代前半はジャック・ロング（Jack Long） と名乗り、ジョニー・ロングとのロング・ブラザーズとしてテネシーのNWAミッドアメリカ地区などで活動した。
その後、ドリー・ファンク・シニアの運営していたテキサス州アマリロのNWAウエスタン・ステーツ地区に出場、後に同地区のブッカーも兼任するようになる。アマリロでは同タイプの先輩レスラーであるラリー・ヘニングとも邂逅、1964年8月よりヘニングの主戦場AWAにヒールのポジションで参戦。1930年代のギャングたちの愛称にあやかり、"プリティ・ボーイ" ラリー・ヘニングと "ハンサム" ハーリー・レイスのタッグチームとして活躍、1965年1月30日にAWA世界タッグ王座をディック・ザ・ブルーザー&クラッシャー・リソワスキーから奪取する。以降も同王座を巡り、ブルーザー&クラッシャーと抗争を繰り広げた。

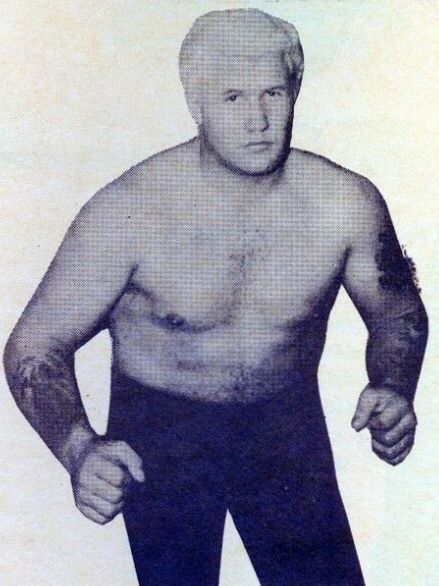
"ハンサム" ハーリー・レイス（1968年）

1968年2月、日本プロレスに初来日。2月26日に大阪府立体育館においてアメリカでの宿敵ブルーザーと組み、ジャイアント馬場&アントニオ猪木のBI砲が保持していたインターナショナル・タッグ王座に挑戦した。以降も日本プロレスに度々参戦し、1969年12月1日にはドリー・ファンク・ジュニア、1970年11月の来日時にはジョニー・バレンタインやジン・キニスキーのパートナーとなって、猪木&吉村道明が保持していたアジアタッグ王座に再三挑戦。当時はまだ日本でのネームバリューが低かったこともあり、馬場や猪木のシングルタイトルへの挑戦機会はなかったものの、1972年3月13日に宮城県スポーツセンターにおいて、坂口征二のUNヘビー級王座に挑戦している。
1973年5月24日、本拠地のカンザスシティにおいてファンク・ジュニアを破りNWA世界ヘビー級王座を獲得。戴冠中の6月15日にはブルーノ・サンマルチノとの防衛戦も行われた（60分時間切れ引き分け）。同年7月20日にヒューストンにてジャック・ブリスコに敗れ陥落するも、1977年2月6日にカナダのトロントにおいてテリー・ファンクを下して再び戴冠。以降、ダスティ・ローデスや馬場に短期間タイトルを明け渡すも、1980年代初頭までNWAの象徴として一時代を築いた。彼が通算8回に渡って腰に巻いたNWAのベルトは通称「レイス・モデル」と呼ばれ、引退後レプリカを所持していた（実物はリック・フレアーが保持）。

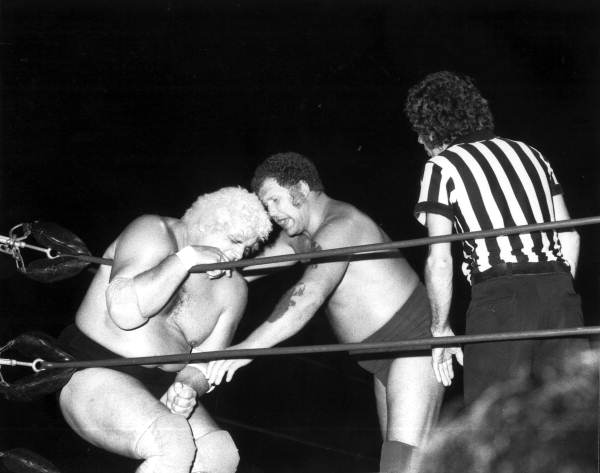
NWA世界王者時代（1979年、左はダスティ・ローデス）

戴冠中は当時のWWWF / WWF王者とのダブル・タイトルマッチも3回行われ、1978年1月25日にフロリダのマイアミ・オレンジボウルにてスーパースター・ビリー・グラハム、1980年9月22日にニューヨークのマディソン・スクエア・ガーデンおよび同年11月7日にセントルイスのキール・オーディトリアムにてボブ・バックランドと、それぞれの王座を賭けて対戦した（3試合とも引き分けや反則裁定によりタイトルは移動せず）。MSG定期戦では1978年12月18日にトニー・ガレア、1979年4月30日にスティーブ・トラビス、1979年12月17日にはローデスを相手にNWAの防衛戦を行っている（1978年12月の試合は、1962年11月のバディ・ロジャース対ドリー・ディクソン戦以来、16年ぶりにMSGで行われたNWA戦であった）。
1981年6月21日にローデスにNWA世界ヘビー級王座を奪われた後、1983年6月10日にリック・フレアーを破って同王座への通算7度目の戴冠を果たす。以降、ディック・スレーターとボブ・オートン・ジュニアをボディーガードに従えてフレアーと抗争を展開。同年11月24日、フレアーの本拠地ノースカロライナ州グリーンズボロで開催されたスターケードの第1回大会において奪還されるまで、公式での最後の戴冠を続けた（翌1984年3月21日、ニュージーランドにて再びフレアーを下したが、レフェリーのカウントが早かったとして翌22日にはフレアーが王者に認定されている）。
日本では1973年2月より全日本プロレスを主戦場とし、NWA世界王者となってからも全日本の看板外国人レスラーとして、特別参加の扱いで再三来日。馬場をはじめ、ジャンボ鶴田、タイガー戸口、アブドーラ・ザ・ブッチャー、ミル・マスカラス、ディック・マードックらを挑戦者に日本でも防衛戦を行った。世界王座から陥落していた1982年には、8月1日に後楽園ホールにて鶴田からUNヘビー級王座を、10月26日に帯広市総合体育館にて馬場からPWFヘビー級王座をそれぞれ奪取している。年末の世界最強タッグ決定リーグ戦には4回出場しており、1981年大会にはヘニング、1982年大会にはスレーターをパートナーに参戦。1984年大会ではAWA世界ヘビー級王座に幾度となく就いたニック・ボックウィンクルとの元世界王者コンビを実現させ、1985年大会では両者の対戦もタッグマッチながら実現した（レイスはジェシー・バー、ボックウィンクルはカート・ヘニングと組んで出場）。
また、共同プロモーターを務めていたハート・オブ・アメリカ・スポーツ・アトラクションズのNWAセントラル・ステーツ・ヘビー級王座には、1968年から1984年にかけて、サニー・マイヤース、ボブ・ガイゲル、モンゴリアン・ストンパー、ボブ・ブラウン、デューイ・ロバートソン、ハクソー・ヒギンズらを破り通算9回、セントルイス・レスリング・クラブのNWAミズーリ・ヘビー級王座には、1972年から1985年にかけて、パク・ソン、キニスキー、ファンク・ジュニア、ブルーザー、デビッド・フォン・エリック、ジェリー・ブラックウェルらを破り通算7回戴冠している。

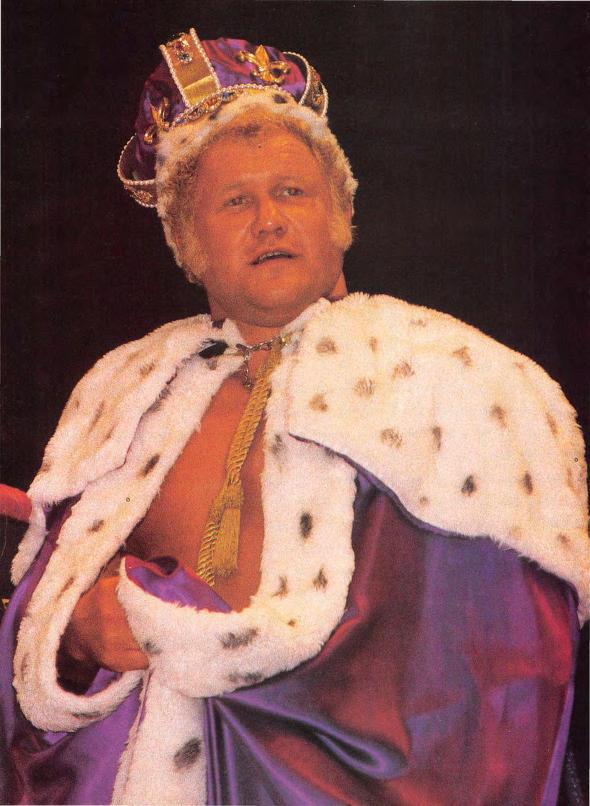
"キング" ハーリー・レイス（1987年）

1986年5月、全日本プロレスへの昭和期最後の参戦を経て、NWAを離れWWFに移籍。WWFでは元NWA世界王者という肩書きは抹消され、代わりに王冠とケープを纏った「リングの王」というギミックの "キング" ハーリー・レイスを名乗った。これはNWA世界王座への戴冠歴に触れずにレイスの格にふさわしい扱いをするためのギミックであると同時に、同じくキングを名乗ったジェリー・ローラーへのWWFからのあてつけでもあった（当時のローラーは、反WWFの急先鋒の1人だった）。同年7月14日に開催されたキング・オブ・ザ・リングでは、1回戦でジョージ・スティール、準決勝でビリー・ジャック・ヘインズ、決勝でペドロ・モラレスを下し、優勝を飾って「キング」の称号を名実ともに獲得、8月30日にはヒール陣営の列席のもとリング上で戴冠式が行われた。翌1987年はジャンクヤード・ドッグとの「キング対ドッグ」の抗争を経て、ハルク・ホーガンのWWF世界ヘビー級王座に再三挑戦。以降もランディ・サベージやジム・ドゥガンなどを抗争相手に、1989年初頭まで在籍した。WWFではボビー・ヒーナンをマネージャーに迎え、当時ヒールターンしていたアンドレ・ザ・ジャイアントとも共闘した。
WWF退団後の1989年4月、全日本プロレスに3年ぶりに参戦。ジョー・ディートンを従えて馬場&ラッシャー木村の義兄弟コンビと対戦し、宿敵ローデスの息子ダスティ・ローデス・ジュニアともタッグを組んだ。これが現役としては最後の来日となった。
1990年1月6日、カルロス・コロンが主宰するプエルトリコのWWCにおいて、ミゲル・ペレス・ジュニアを破ってカリビアン・ヘビー級王座を獲得。最後のタイトル戴冠を果たし、同年3月4日にインベーダー1号に奪取されるまで保持した。
以降は事実上引退し、WCWでベイダーやレックス・ルガーなどのマネージャーを担当した。交通事故により1995年に正式に引退した後は、ホームタウンのミズーリ州エルドンにてレスリング・アカデミーおよびインディー団体のWLWを主宰し、後進の育成に尽力した。
日本の団体ではプロレスリング・ノアがWLWと友好関係を築いており、2010年11月からは、前任者ジョー樋口の死去に伴い、ノアのフラッグシップ・タイトルであるGHCの管理委員長に就任。以後、多くのノア所属日本人レスラーがレイスのもとを訪れ、彼が育てている若手選手を指導している。2005年に小橋建太が訪れた際には、レイスが所持するNWA世界ヘビー級ベルトのレプリカを小橋に与え（後に返還）、「私はもうミスター・プロレスではない。これからは彼こそがミスター・プロレスだ」との言葉を投げかけた。レイス曰く「私は長らくプロレスを見てきたが、2004年7月10日に行われた東京ドーム大会の小橋vs秋山がベストバウトだ」。また、ノアの選手ではレイス夫妻共々、丸藤正道がお気に入りであり、「日本の息子」と呼んでいる。
2004年には、プロレス界での功績を称えてWWE殿堂に迎えられた。2006年には自伝 "King of the Ring" の日本語訳版がエンターブレインから出版されており、表紙には「レイス・モデル」のベルトを誇示した王者時代の写真が使われている。
2013年12月7日、プロレスリング・ノアの有明コロシアム大会に立ち会うため、2004年7月10日以来の9年ぶりの来日を果たす。翌2014年1月4日には新日本プロレスの東京ドーム大会「レッスルキングダム」においてNWA世界ヘビー級選手権試合の特別立会人を務めた。その際、レイスを挑発したNWA社長のブルース・サープをパンチで殴り倒している。
2019年3月、末期の肺癌に罹患していることがフレアーによって公表された。同年8月1日、76歳で死去。

## 得意技
フィッシャーマンズ・スープレックス
WWFに移籍してから、フィニッシュとして多用。
ダイビング・ヘッドバット
若手時代から晩年までのレイスの切り札で、オリジナルのフィニッシュ・ムーブ。ジャイアント馬場からPWFヘビー級王座を奪った際のフィニッシュもこの技だった。元々はトップロープに登った際に体勢を崩したまま落下してしまった「事故」により偶然生まれた技であったが、観衆の反応が良かったことからレイスは持ち技として正式に使うようになった。長年の使用によりレイスは脊髄を傷めたが、この技で相手に怪我を負わせた事は一度もなかったという。
パイルドライバー
ドリル・ア・ホール式。レイスは「記憶は定かでないが、新人の頃にバディ・オースチンに教わったのかもしれない」と述懐している。
ブレーンバスター
バーティカル・スープレックスと呼ばれた。本人は「スタンドアップ・スープレックス」と呼称し、自分自身で最も好きな技に挙げている。稀にだが、エキサイトした際にはキラー・カール・コックス流の古典的な垂直落下式で放つことがあり、1982年のタイガー・ジェット・シンとの試合では、シンの度重なる反則に激高して垂直落下式ブレーンバスターを放っている。
ペンデュラム・バックブリーカー
NWA王者時代は試合の流れを変えるのに多用し、この技の第一人者と言われた。レイス曰く「シュミット式と違ってスリーパーホールドやヘッドロックをかけられた状態から反撃技に使える。さすがにロビンソンのヤツ（ワンハンド式）みたいに一撃必殺とはいかないが、相手の腰にダメージを与えるなら十分さ。ロビンソンのヤツみたいに相手を高々と持ち上げないから、自分の膝への負担も少ないしね」とのこと。
サイド・スープレックス
レイスのは相手の胴をロックしたら素早く叩きつける高速式。
スロイダー
この技もWWFに移籍後に多用した。
インディアン・デスロック
この技でテリー・ファンクからNWA世界王座を奪った。
ニー・ドロップ
ショートレンジからゆったりとしたモーションで相手の額、顔面に膝を落としていくのが特徴。このタイプのニー・ドロップはリック・フレアーがレイスとの幾度もの対戦から使うようになった。

### やられ技
馬場との対戦では、トップロープに登ったところをデッドリー・ドライブで投げられるのがお約束だった。受身技術では当時世界最高レベルと評価されたレイスならではの「見せ場づくり」のムーブである。このムーブもリック・フレアーに受け継がれている。

## 獲得タイトル
ナショナル・レスリング・アライアンス
- NWA世界ヘビー級王座：8回[4]
- NWA殿堂：2005年度[52]

アメリカン・レスリング・アソシエーション

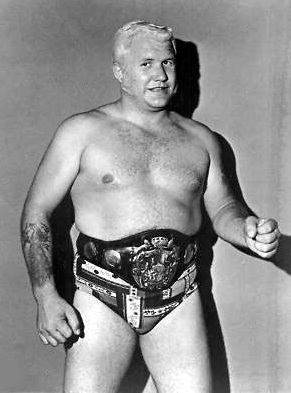
NWA世界ヘビー級王座初戴冠時（1973年）

- AWA世界タッグ王座：3回（w / ラリー・ヘニング）[12] （1967年のヘニング負傷時はクリス・マルコフをパートナーに起用）[12]
- AWA中西部タッグ王座：1回（w / デール・ルイス）[53]

全日本プロレス
- PWFヘビー級王座：1回[28]
- UNヘビー級王座：1回[27]

ワールド・レスリング・アソシエーション（インディアナポリス）
- WWA世界ヘビー級王座（インディアナポリス版）：1回[54]

セントラル・ステーツ・レスリング
- NWAセントラル・ステーツ・ヘビー級王座：9回[33]
- NWA北米タッグ王座（セントラル・ステーツ版）：3回（w / バロン・フォン・ラシク×2、ロジャー・カービー）[55]
- NWA世界タッグ王座（セントラル・ステーツ版）：1回（w / パット・オコーナー）[56]

セントルイス・レスリング・クラブ
- NWAミズーリ・ヘビー級王座：7回[34]

ジョージア・チャンピオンシップ・レスリング
- NWAジョージア・ヘビー級王座：1回[57]
- NWAメイコン・タッグ王座：1回（w / バディ・コルト）[58]

NWAミッドアメリカ
- NWAミッドアメリカ・ヘビー級王座：2回[59]

ミッドアトランティック・チャンピオンシップ・レスリング
- NWA USヘビー級王座（ミッドアトランティック版）：1回[60]

チャンピオンシップ・レスリング・フロム・フロリダ
- NWA南部ヘビー級王座（フロリダ版）：2回[61]
- NWAフロリダ・タッグ王座：1回（w / ロジャー・カービー）[62]（1975年6月14日にボブ・ループとのタッグでも獲得しているともされる）[63]

ワールド・レスリング・カウンシル
- WWCカリビアン・ヘビー級王座：1回[43]

イースタン・スポーツ・アソシエーション
- ESA北米ヘビー級王座：1回[64]

スタンピード・レスリング
- スタンピード北米ヘビー級王座：1回[65]

ワールド・チャンピオンシップ・レスリング
- WCW殿堂：1994年度

ワールド・レスリング・エンターテインメント
- WWE殿堂：2004年度（インダクターはリック・フレアー）[44]

## 著作
- ハーリー・レイス、ジェリー・トゥリッツ『ハーリー・レイス自伝　キング・オブ・ザ・リング』エンターブレイン、2006年。ISBN 4757727232。